# Ruyschia phylladenia
Ruyschia phylladenia är en tvåhjärtbladig växtart som beskrevs av Noel Yvri Sandwith. Ruyschia phylladenia ingår i släktet Ruyschia och familjen Marcgraviaceae. Inga underarter finns listade i Catalogue of Life.